# Bill Jourdan
Bill Jourdan est un personnage de bande dessinée, créé par Jean Acquaviva et Loÿs Pétillot en 1957. Il s'agit d'un western publié dans Bayard (Editeur : la Bonne Presse - actuellement : Bayard Presse), hebdomadaire destiné aux jeunes.
La série comporte 5 épisodes : 
- Le Carnet Noir ;
- Tombstone ;
- La Mission De Vapahana ;
- L'Or De Bonanza City ;
- Le Désert De La Mort.

Les deux premiers épisodes furent, en leur temps, publiés en album. Les éditions du Triomphe ont repris cette série et réédité les cinq épisodes.
Les auteurs ont été, avec Pierre Forget et Marie-Paul Sève, des piliers de l'hebdomadaire durant la période 1955-1962 et ont réalisé d'autres bandes, soit ensemble (Pascal Montfort), soit avec d'autres scénaristes ou dessinateurs : Tony Sextant (Acquaviva/Ribera) - Les 7 Samouraïs (Acquaviva/Forget) - Jésus de Nazareth (Sève/Pétillot) - le Curé d'Ars (Sève/Pétillot), etc.